# 하우스 (점성술)
하우스(house)는 점성술 용어로, 대부분의 천궁도 점성술 체계에서 사용하는 천궁도의 (일반적으로 12개의) 날짜로써가 아닌 시간으로써의 분할 구간이다. 힌두 점성술에서 그것은 브하바라고 불린다. 천궁도의 하우스는 개인의 경험 뿐만 아니라 물질적 환경에 관해서도 묘사되는 삶의 각기 다른 측면을 나타낸다. 하우스에 따른 행성이나 황도대의 별자리의 위치는 그것이 역할하는 삶의 영역과 그것의 욕구나 충동이 초점을 맞추게 될 행동의 상당 부분을 결정할 것이다.

## 원리

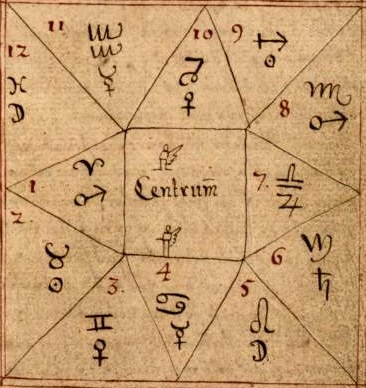
이 18세기 아이슬란드의 도해 사본은 점성술의 열두 하우스가 주인지위를 가진 행성 또는 기쁨을 누린다고 할 수도 있는 행성으로 채워져 있는 천궁도를 보여준다.

하우스는 특정 천궁도의 시간과 장소에 따른 (지구에서 보는 태양의 궤도면을 포함하는 대원인) 황도면의 분할 구간이다. 그것들은 첫 번째 하우스의 시작점에서부터 반시계 방향으로 순서매겨진다. 일반적으로, 여섯 개의 하우스는 지평선 위에 있고 다른 여섯 개의 하우스는 지평선 아래에 있지만, 몇몇 체계는 (특히 상승점이 첫 번째 하우스의 시작점과 일치하는) 그러한 분할과 전적으로 같지는 않다.
모든 하우스 체계는 지구의 그 축을 중심으로 하는 자전운동에 달려있지만, 하우스의 분할을 계산하는 방법은 여러 가지이며, 점성가들 사이에서 가장 정확한 하우스 체계에 대하여 다른 의견들이 있다. 출생 점성술에서 어떤 점성가들은 한 사람의 출생시간을 모를 경우에, 그 시간을 정오나 일출 때로 조정하여 사용한다. 그러나, 그러한 천궁도에 대한 정확한 해석은 예상될 수 없다.
하우스 분할의 계산에 대한 여러 방법은 그것들에 대한 수학적이고 시간적인 불일치에서 비롯되었다. 서양 점성술에서 모든 하우스 체계는 황도에서 투영되는 열두 하우스를 사용하는데, 하우스의 분할에 있어서 대원이 분할의 시작선이 되지만, 그 분할이 시간 단위를 나타내는지, 도수 간격을 나타내는지에 따라서 차이가 발생한다.
만일 하우스의 분할이 시간을 기준으로 한다면, (각각의 하우스가 매일마다 태양의 외견상 이동의 2시간씩을 의미하는) 불변의 평균태양시에 근거하는지, 아니면, (주간과 야간을 여섯 개씩으로 균분하지만, 계절과 위도에 따라 변화하는 시간의) 부정시법에 근거하는지에 따라서 차이가 나타난다.
만일 하우스의 분할이 공간을 기준으로 한다면, 해당 평면은 30°도씩의 동등한 각도로 분할될 수 있다. 그러나, 거기서도, 그러한 분할이 황도면에서 이루어지는지, 아니면, 황도면에서 투영되기에 앞서서, 천구 적도나 다른 대원에서 만들어지는지에 따라서 차이가 생긴다.
서양 점성술에의 모든 하우스 분할은 위의 여러 다른 기법들에 개의치 않는 일반적으로 같은 원리를 공유한다.: 열두 하우스의 시작점은 언제나 황도면에서 이루어진다. 그것들은 모두 첫 번째 하우스의 시작점이 동쪽 지평선에 위치한다. 모든 하우스는 그 다음부터의 여섯 번째 하우스로부터 (예를 들어, 1번째 하우스부터 반대편의 7번째 하우스 까지, 2번째 하우스 반대편의 8번째 하우스까지) 180°의 경도차를 지닌다.

## 열두 하우스
바빌로니아인들은 오늘날 대부분의 점성가에게 사용되는 열두 분할을 맨처음 시작한 것으로 알려져 있다. 하우스는 동쪽지평선의 아래로부터 순서가 매겨지며, 다음과 같은 방식으로 삶의 각각의 영역에 효력을 지닌다.
아래의 표는 열두 하우스의 한국어 이름과 전통적인 라틴어 이름과 표어, 번역된 의미 그리고 연관된 효력을 열거한다. 이 표는 오늘날의 점성가들에게도 여전히 인정되는 하우스의 기본 개요를 기술한다.
| 하우스 | 별자리                 | 라틴어 표어 | 번역   | 하우스의 현대식 명칭 | 해석 |
| ------ | ---------------------- | ----------- | ------ | -------------------- | --- |
| 1번째  | 양자리 (Aries)         | Vita        | 삷     | 자신의 하우스        | 신체적 외모의 특성 그리고 특징. 첫인상. 세상을 바라보는 일반적 견지. 자아. 시작과 발의 |
| 2번째  | 황소자리 (Taurus)      | Lucrum      | 부     | 가치의 하우스        | 특정 가치를 지니는 유형의 것과 무형의 것. 돈. 소유물, 재산, 취득물. 경작과 성장. 물질. 자부심. |
| 3번째  | 쌍둥이자리 (Gemini)    | Fratres     | 형제   | 소통의 하우스        | 대학 교육과 유년기의 환경. 의사소통. 행복. 지성. 업적. 형제자매. 이웃 문제. 단기간의 그리고 지역내 여행과 운송. |
| 4번째  | 게자리 (Cancer)        | Genitor     | 부모   | 집과 가족의 하우스   | 조상과 유산, 고향, 초년기 기반과 환경. 어머니나 어머니 같은 존재. 가옥의 관리인. 주기적 문제의 끝 |
| 5번째  | 사자자리 (Leo)         | Nati        | 어린이 | 기쁨의 하우스        | 여가와 휴양 활동. 즐거움과 오락. 게임과 도박. 어린이. 사랑과 성생활. 창조적 자기표현. |
| 6번째  | 처녀자리 (Virgo)       | Valetudo    | 건강   | 건강의 하우스        | 일상의 과업과 의무. 습득한 기술이나 단련. 직업과 고용. 건강과 전체적 행복. 다른 사람들에게 행하는 봉사. 보살핌. 애완 동물과 가정의 작은 동물. |
| 7번째  | 천칭자리 (Libra)       | Uxor        | 배우자 | 협력의 하우스        | 가깝고 막역한 관계. 결혼과 동업자. 협정과 동의. 분명한(알려진) 적과의 관계도 포함하여, 모든 종류의 외교 관계를 다루는 문제. 우리가 다른 동료를 감복시킬 만한 매력적인 특성                                                                                            |
| 8번째  | 전갈자리 (Scorpio)     | Mors        | 죽음   | 환생의 하우스        | 죽음과 부활의 주기. 성관계와 모든 종류의 전적으로 헌신적인 관계. 합동 기금 및 재정. 다른 사람의 자원. 신비학과 영매 그리고 금기시 되는 문제. 갱생. 자기변화 |
| 9번째  | 사수자리 (Sagittarius) | Iter        | 여행   | 철학의 하우스        | 외국 여행과 외국. 문화. 장거리 여행과 여정. 종교. 법과 도덕. 대학 교육. 지식. 확장을 통한 경험. |
| 10번째 | 염소자리 (Capricorn)   | Regnum      | 왕국   | 사회적 지위의 하우스 | 야망. 동기부여. 경력. 사회에서의 지위. 정부. 권력. 아버지나 아버지 같은 존재. 집안의 가장. 한 사람의 전체적인(관객에 대한) 공개적 출현이나 표현. |
| 11번째 | 물병자리 (Aquarius)    | Benefacta   | 우정   | 우정의 하우스        | 마음이 통하는 친구와 지인. 단체와 모임 그리고 사회. 높은 수준의 유대. 직업으로부터 얻는 이득과 행운. 한 사람의 희망과 바람. |
| 12번째 | 물고기자리 (Pisces)    | Carcer      | 감옥   | 자기파멸의 하우스    | 신비주의. 자진해서 하는 투옥을 포함하는 병원과 감옥 그리고 시설과 같은 격리 장소. 스스로에게는 나타나지 않지만 다른 사람에게는 보여지는 것. 파악키 어려운 고독하고 은밀한 비밀의 또는 미지의 문제. 사생활, 피신, 반성, 자기희생, 무의식과 잠재의식. 알려지지 않은 적. |

많은 현대 점성가들은 하우스가 해당 별자리와 관계 있다고 가정하는데, 예를 들면, 첫 번째 하우스는 첫 번째 별자리인 양자리와 본연의 유사성을 갖는 등이다.

### 사분면과 양상 그리고 삼궁
사분면 체계에서 하우스는 모서리와 연속 그리고 마침으로 분류된다. 하우스는 각각 점성학적 양상인 가동성과 고정성 그리고 변통성에 따르는 별자리에 의해 관할된다.
| 모서리                                                  | 연속                    | 마침                      |
| ------------------------------------------------------- | ----------------------- | ------------------------- |
| 1번째 하우스(상승점 또는 상승궁으로 알려져 있는 양자리) | 2번째 하우스(황소자리)  | 3번째 하우스(쌍둥이자리)  |
| 4번째 하우스(천저점으로도 알려져 있는 게자리)           | 5번째 하우스(사자자리)  | 6번째 하우스(처녀자리)    |
| 7번째 하우스(하강점으로도 알려져 있는 천칭자리)         | 8번째 하우스(전갈자리)  | 9번째 하우스(사수자리)    |
| 10번째 하우스(중천점으로도 알려져 있는 염소자리)        | 11번째 하우스(물병자리) | 12번째 하우스(물고기자리) |

모서리 하우스는 시작점이며 행동을 표현한다. 모서리 하우스를 관할하는 별자리는 양자리와 게자리, 천칭자리 그리고 염소자리로써 모두 가동성 별자리이다. 그러나, 뒤늦은 깨달음의 사업에 의한 테마 문디 또는 세속 천궁도라고 불리는 문서의 발견은 그것과 다름을 시사한다. 세속 천궁도에서는 게자리가 상승궁이며 사자자리가 2번째 하우스인 등이다. 테마 문디는 시간이 불분명한데도 불구하고, 많은 부분의 현대 점성술에 파생된 헬레니즘 점성술 체계에서 요지로 여겨지는 차트이다.
연속의 하우스는 요점이며 안정화를 의미한다. 연속의 하우스를 관할하는 별자리는 황소자리와 사자자리, 전갈자리 그리고 물병자리로써 모두 고정성 별자리이다. 그리고 마지막으로, 마침의 하우스는 변화점이며 변천과 적응을 의미한다. 마침의 하우스는 쌍둥이자리와 처녀자리, 사수자리 그리고 물고기자리와 같은 변통성 별자리에 의해 관할된다.
게다가, 하우스는 삼궁으로도 연결된다. 별자리와 마찬가지로 해당 하우스 또한 사원소(불과 공기, 흙 그리고 물) 가운데 한 가지 속성을 지닌다. 다음은 사원소 가운데 하나씩에 속하여 각각 삼궁이라는 별칭을 갖고 있는 세 개씩의 황도대 별자리를 열거한다.
| 불의 삼궁              | 흙의 삼궁               | 공기의 삼궁              | 물의 삼궁                 |
| ---------------------- | ----------------------- | ------------------------ | ------------------------- |
| 1번째 하우스(양자리)   | 2번째 하우스(황소자리)  | 3번째 하우스(쌍둥이자리) | 4번째 하우스(게자리)      |
| 5번째 하우스(사자자리) | 6번째 하우스(처녀자리)  | 7번째 하우스(천칭자리)   | 8번째 하우스(전갈자리)    |
| 9번째 하우스(사수자리) | 10번째 하우스(염소자리) | 11번째 하우스(물병자리)  | 12번째 하우스(물고기자리) |

옛 점성술 문헌(예를 들면, 윌리엄 릴리의 저서)에서, 하우스는 거주지나 주인지위와 동의어로 사용될 수도 있다고도 한다. 그러한 예문으로써 "달은 게자리에 그것의 하우스를 갖고 있다."는 문장은 게자리는 달에 의해 통치된다는 의미이다. 따라서, 행성은 특정 별자리 뿐만아니라 해당 하우스에도 주인지위를 갖고 있는데, 예를 들어, 달은 게자리와 "4번째 하우스의 주인"이며 최고경영자이자 지주이다. 개인의 천궁도에서, 어떤 특정 하우스에 있는 별자리와는 상관 없이 그 하우스의 점유 행성에 대해 고찰될 수 있다.(아래의 주인지위 참조.)
인도 점성술에서, 열두 하우스는 브하바라고 불리며 서양 점성술에서의 것과 매우 유사한 의미를 지닌다.

## 하우스 분할 체계

이 출생 차트에서, 열두 하우스는 각을 맺는 선들이 표현된 중심 원의 바로 바깥에 그 순서가 표시되어 있다. 이 천궁도는 플라치두스의 하우스 체계를 사용했다.

하우스의 분할에는 많은 체계가 있다. 대부분은 황도가 하우스들로 분할되고, 상승점(동쪽 지평선)이 첫 번째 하우스의 시작점을 표시하며 하강점(서쪽 지평선)이 일곱번째 하우스의 시작점을 표시한다. 그리고, 다수의 하우스 분할 체계는 중천점을 열번째 하우스의 시작점으로 천저점을 네 번째 하우스의 시작점으로 사용하므로 사분면 하우스 체계라고도 불린다. 몇몇 하우스 체계는 황도 대신에 천구의 적도와 동서권을 분할한다.
가장 초기의 (전체 별자리와 등분 하우스) 체계는 하우스를 황도대의 별자리에 연결시켰다. 동분 하우스 체계는 하우스를 황도의 30도씩의 구간으로 정의한다. 따라서, 각각의 하우스의 시작점의 도수는 각각의 별자리의 그것과 같다. 그 결과 고위도 지방에서는 상승점과 중천점 사이의 각도가 다르게 나타난다. 중천점과 상승점 사이의 다양한 각도를 "사분면"의 개념으로 조정하려는 시도는 더 복잡한 하우스 체계를 야기했다. 열대 지방에서부터 고위도 지역까지 점성술이 전파됨에 따라, 하우스 체계들은 지역에 따라 적합하게 조정되기도 한다.
하우스 체계의 목적 가운데 계산의 용의함의 추구로 인해, (첫 번째 하우스의 시작점에 상승점이 있고 네 번째에는 천저점이 일곱번째에는 하강점이 그리고 열번째에는 중천점이 있는) "사분면" 개념과 상징적 가치에는 일치가 있으며, (약간의 편구체인 지표면으로 인한 문제가 남아 있지만,) 그러한 체계는 고위도 지방에서는 천체를 다루는데 사용되기도 하며, 극지방에서는 한정된 의미가 부여된다. 각각의 체계는 다른 절충안을 가지고 있는데, 어떠한 체계도 모든 기준을 충족시킬수는 없다. 특히 플라치두스와 코흐의 체계가 가장 널리 쓰이기는 하지만, 극권에서는 불확실한 결과를 야기할 수 있다. 다른 하우스 체계의 장점에 대한 연구와 논의는 현재진행형이다.

### 하우스 분할의 초기 형태
하우스 분할의 초기 형태는 그것을 황도를 따라 황도대 별자리와 평행하게 연결시키는 것이었다. 등분 하우스 체계의 옹호자들은 그 체계가 고위도 (특히 60도 이상) 지방에서는 플라치두스의 체계와 다른 사분면 체계들보다 더 정확하며 왜곡이 덜하다고 주장한다.

#### 전체 별자리
천체 별자리(全體 星座, whole sign) 하우스 체계는 때때로 '태양의 하우스 체계'라고 불리는데, 하우스는 각각 30°씩이다. 상승점은 상승궁을 나타내며, 첫 번째 하우스는 상승점이 해당 별자리에 비해 얼마나 더 이르고 늦은지와는 상관없이 상승점이 있는 황도대 별자리의 0도에서 시작한다. 상승점 별자리의 다음 별자리는 2번째 하우스가 되며, 그 다음 별자리는 3번째 하우스가 되는 등이다. 다른 한편으로는, 각각의 하우스가 하나씩의 별자리에 딱 들어 맞는다고 할 수 있다. 이 방법은 헬레니즘 전통의 점성술에서 사용되는 주요 체계이며, 중세 점성술의 초기의 일부 전통 뿐만 아니라, 인도 점성술에서도 사용된다.
전체 별자리 체계는 서력기원전 2~1세기 경에 헬레니즘 점성술의 전통으로 발전되어 왔다. 그것이 인도와 중세 초기의 점성술 전통으로 전파되어왔을 수도 있는데, 이 체계의 서양에서 인도로의 전파설은 논쟁중에 있다. 중세 때 아마도 10세기경에, 전체 별자리 하우스 체계는 서양 전통에서 논의되었고, 인도에서는 현재까지 그 방식을 사용하고 있음에도 불구하고, 20세기까지 서양의 점성학적 공동체에서는 완전히 알려지지 않았다. 1980년대와 1990년대에 들어서 그 체계가 서양 점성술에서 재발견되었고 다시 소개되었다. 동등분할 하우스와 전체 별자리 하우스 사이의 구별은 동등구간 하우스에서는 상승점의 도수가 1번째 하우스의 시작점이 되는데 반해, 전체 별자리 하우스에서는 상승점이 포함된 별자리의 시작점이 1번째 하우스의 시작점이라는데 있다.

#### 동분 하우스
동분(同分, equal) 하우스 체계에서는 황도면이 상승점을 시작으로 30도씩 나뉜다. 이 체계에서 상승점은 1번째 하우스의 시작점으로 역할하며, 황도대의 순서로 그 다음의 정확히 30도에서 두 번째 하우스가 시되며, 세 번째 하우스도 마찬가지의 순서로 두번째 하우스의 시작점에서부터 정확히 30도 뒤에서 시작되는 등이다.

#### 전체 별자리의 중천점과 동분 하우스 체계
전체 별자리 체계와 동분 하우스 체계에서 중천점(중천)은 차트에서 가장 높은 곳이지만, 10번째 하우스의 시작점으로 역할하지 않는다. 대신에, 중천점은 차트의 상반부에 위치하므로 위도에 따라서 7번째, 8번째, 9번째, 10번째, 11번째, 12번째하우스 중 어느 곳에 속해 있을 것이다. 중천점이 의미를 가진다는 데에는 일반적으로 동의가 유지되고 있지만, 이 체계들에서는 그것이 10번째 하우스의 시작점으로는 역할하지 않는다. 그러므로, 동분 하우스 체계에서 중천점과 그것이 속한 하우스의 시작점에 대해서 특별한 정의와 의미가 추가되지만, 다른 하우스 체계에서도 중천점에 대한 같은 해석을 지니는 것은 아니다.
차트에서 가장 높은 곳인 중천점(중천)의 위치에 대해 고려하는 전체 별자리와 동분 하우스 기법에 대한 더 일반적인 비판은 다음과 같다. 동분하우스 체계에서, 상승점이나 하강점과 중천점이나 천저점은 서로 수직에서부터 위도에 (적도에 가장 근접해서는 거의 +-5도, 알렉산드리아에서는 거의 +-15도 극권에서는 +-90도로) 위도에 따라 각도가 다르게 된다. 그 결과, 상승점에서부터 돌아가는 동분 하우스들 가운데서 일반적으로 중천점은 많은 점성가들이 상징성을 부여하는 10번째 하우스의 시작점은 될 수 없다. 그 점은 야망과 직업 그리고 공적 심상과 연관 있는데, 그러한 요지는 중천점에도 부여되어 있으므로, 분명 중천점과 10번째 하우스의 시작점은 유사하다. 더 나아가, 10번째 하우스는 (황도대의 열번째 별자리인) 염소자리와도 연결된다. 동분 하우스 체계는 언제나 경력의 강력한 표시점으로써 맨먼저 중천점을 꼽으며, 10번째 하우스의 시작점도 고려 사항에 포함되지만 중천점 만큼의 중요성을 가지지는 않는 더 약한 제2의 중천점 정도와 유사할 뿐이다. 전체 별자리 체계와 동분 하우스 체계는 모두 중천점을 염두에 두지만, 상승점의 위치에 따라 변화하므로, 그것은 8번째와 11번째 하우스 사이의 어딘가에서 발견될 수 있다.

### 사분면 하우스 체계
사분면(四分面, quadrant) 하우스 체계는 하우스를 (첫 번째 하우스의 시작점이 상승점이며, 네 번째 하우스의 시작점이 천저점, 일곱번째 하우스의 시작점이 하강점 그리고 열번째 하우스의 시작점이 중천점인) "사분면"의 개념으로 나뉘는데, 대부분의 점성가들이 이 체계에 동의한다.

#### 포르피리오스
포르피리오스(Porphyrios) 하우스는 네 모서리의 사이인 각각의 사분면이 삼등분된다. 이 체계는 사분면 양식의 하우스 분할 체계 가운데 가장 오래된 것이다. 이 체계는 티로스의 포르피리오스에 의한 것으로 여겨지지만, 2세기의 점성가 베티우스 발렌스에 의해 그의 《명문집(The Anthology)》으로 알려진 점성학 개론서 제3권에서 처음 묘사되었다.

#### 알카비티우스
알카비티우스(Alchabitius)는 널리 포르피리오스의 것을 대체한 플라치두스 체계의 선행자이다. 플라치두스의 체계와의 차이점은 상승점부터 자오선에 이르기까지의 시간이 삼등분된다는 데 있다. 알카비티우스의 하우스 체계는 레기오몬타누스의 체계가 소개되기 이전의 유럽에서 배우 인기 있었다. 알카비티우스는 10세기 아라비아의 점성가였다.(967년 죽음)

#### 레기오몬타누스
레기오몬타누스(Regiomontanus) 하우스는 천구 적도가 12분할되는데, 그 경계는 지평선에서 남쪽과 북쪽에 이르는 대원을 따라 황도로 투영된다. 이 체계에는 독일의 천문학자이자 점성가인 쾨니히스베르크의 요하네스 뮐러의 이름이 붙여졌다. 후일에 레기오몬타누스의 체계는 대부분 플라치두스 체계를 대체했다.

#### 자오선
자전축 체계라고도 알려져 있는 자오선(子午線, meridian) 하우스는 천구의 적도가 (지방 자오선을 시작으로) 30º씩의 구간들로 분할되며, 그것들은 (남극과 북극을 잇는 대원을 포함하는) 균일한 공간의 경선들을 따라 황도로 투영된다. 그러한 경선과 황도의 교차점은 하우스의 시작점이다. 따라서, 10번째 하우스의 시작점은 중천점과 같지만, (적도의 상승점으로도 알려져 있는) 동쪽점이 첫 번째 하우스의 시작점이다. (황도와 지평선이 교차하는) 상승점은 별자리와 각을 통한 천궁도의 해석에 있어서 중요성이 보전되지만, 한 개의 하우스로서는 그렇지 않은데, 그러함이 왜 이 하우스 체계가 특정 위도에서 사용될 수 있는지의 이유가 된다.

#### 플라치두스
플라치두스(Placidus)는 현대의 서양 점성술에서 가장 일반적으로 사용되는 하우스 체계의 이름이기도 하다. 천저점에서 지평선까지 그리고 지평선에서 중천점까지 황도에서의 구간들은 2와 3 그리고 11과 12하우스의 시작점을 결정하기 위해서 3등분된다. 8과 9 그리고 5와 6하우스의 시작점은 반대편에서 그러하다. 플라치두스의 체계는 때때로 (남위 66°나 북위 66°의) 극권 너머를 규정하지 않는데, 그 위도의 지역은 (해가 뜨거나 지지 않으므로 황도의 지평선 또한 정의될 수 없는) 주극 지역이기 때문이며, 만일 그곳에 행성이 나타난다고 해도 이 체계가 확장되지 않고서는 어느 하우스에도 배정될 수없다. 이것의 비평가들에 따르면, 그것은 플라치두스 체계의 약점으로 지적되며, 그들은 종종 고위도 지역에 예외적 하우스를 할당한다.
17세기의 점성가 플라치두스 데 티티스의 이름을 땄지만, 이 체계는 13세기경의 아랍 문학에서 최초로 언급되었고, 1602년에 지오반니 안토니 마그니(1555~1617년)에 의해 출판된 그의 저서 《일반적 방침의 주요 이동객체표(Tabulae Primi Mobilis, quas Directionem Vulgo Dicunt)》에서 가장 먼저 확립되었다. 최초의 문서화된 사용은 1627년 체코에서 시작되었다. 더 나중에 이 체계는 가톨릭교회에 의해 태양중심설에 대항하여 프톨레마이오스의 지구중심설을 지지하고자 하는 취지로 많은 사람들에게 보급되었다. 수학과 교수 플라치두스에 의한 이 체계에 관한 그의 저서가 그와 동시대의 학자들에게 신뢰성이 부여되어 이 체계에 그의 이름이 붙여졌다. 플라시두스는 영어문화권의 점성가들 사이에서 가장 인기 있는 체계로 남아있다.

#### 캄파누스
캄파누스(Campanus) 체계는 (지평선에서 천정과 동쪽점을 두르는 대원으로써) 동서권이 열두 개로 분할되며, 그 구간들은 지평선에서 남쪽과 북쪽의 끝을 잇는 대원을 따라서 황도로 투영된다. 이 체계는 노바라의 캄파누스에 기인하지만, 그 방법은 그의 생애 이전에도 사용되어왔던 것으로 알려진다.

#### 코흐
코흐(Koch)의 하우스 체계는 플라치두스 체계에서 더 복잡화된 것으로써, 각각의 사분면에 대한 적경의 균일한 증가로 만들어진다. 이 체계는 독일의 점성가 발터 코흐(1895–1970)에 의해 고안되었으며, 남위 66°와 북위 66° 사이의 위도에 한정되어 있다. 이 체계는 미국과 독일어권의 연구자적 점성가들에 사이에서 인기 있지만, 중부 유럽에서는 크루신스키의 하우스 체계로 인해 다소 인기를 잃었다.

#### 지표점 중심
지표점 중심(地標點 中心, topocentric) 체계는 아르헨티나에서 고안된 최근의 체계인데, 이것의 옹호자들은 사람들의 삶에서 관찰되는 사건에 의해 그리고 적합한 하우스 체계의 기하학적인 평가로 인해 경험적으로 결정된 것이라고 주장한다. 이것은 지표의 한 지점을 기준으로 측정되며, 각각 하우스의 시작점은 언제나 플라시두스 체계의 해당 도수와 같다. 결합 구조는 다소 복잡하다. 참조: 지표점중심 체계는 플라시두스 체계에 근사한 연산방식으로도 설명될 수 있다.
지표점중심 하우스는 이 체계의 개발자들인 벤델 폴리흐와 페이지 넬슨의 이름을 따서 폴리흐-페이지 체계라고도 불린다.

#### 신포르피리오스
신포르피리오스(Neo-Porphyrios) 하우스 체계는 각각의 사분면이 같은 크기의 하우스들로 분할되는 대신에, 각각의 사분면이 90도보다 큰지 작은지에 따라서 사분면의 가운데 하우스가 줄어들거나 늘어나는 것만 제외하고, 포르피리오스의 하우스 체계와 유사하다. 다른 말로 하면, 하우스는 사분면의 크기에 따라 연속되는 사인곡선적 방식으로 팽창되며 수축되는 유연성을 지닌다. 신포르피리하우스 하우스는 월터 펄렌에 의해 개발되어 1994년의 그의 점성술 소프트웨어 아스트롤로그(Astrolog)에서 맨 처음 알려졌다.

#### 크루신스키
크루신스키(Krusinski) 체계는 최근(1995년)에 출판된 하우스 체계로써, 상승점에서 천정을 두르며 지나는 대원에 기반한다. 그 대원은 (1번째의 시작점이 상승점이며 10번째의 시작점이 천정인) 12 부분으로 균분된 후에, 하우스의 시작점들은 경선의 대원을 통해 황도로 투영된다.
이 체계의 하우스표는 1995년에 폴란드에서 출판되었다. 이 하우스 체계는 체코 공화국에서는 밀리안 피사에 의한 마닐리우스의 《천문학(Astronomica)》의 연구 가운데서 제안된 암포라(Amphora)라는 이름으로도 알려져 있다.

## 주인지위
헬레니즘과 베다 그리고 르네상스 점성술에서 각각의 하우스는 그것의 시작점이 있는 별자에 대한 주인지위를 가지는 행성에 의해 통치된다. 예를 들어, 만일 한 사람이 7번째 하우스의 시작점에 양자리를 갖고 있다면, 화성이 7번째 하우스의 "주인"이라고 할 수 있다. 그렇게 한 행성이 한 하우스에 배정되면, 그 사람의 삶에 있어서 그것의 본질은 해당 주제와 사건에 관련하여 아주 중요한 의미를 지니게 된다고 한다. 천궁에서 그러한 행성의 위치는 하우스 안에 있는 행성 만큼의 효력을 지닌다. 전통적인 서양 & 힌두 점성술에서, 각각의 별자리는 7 개의 가시적 행성 중에 하나가 통치한다. (점성술에서는 태양과 달도 행성으로 여겨지며, 그러한 행성은 별자리의 고정된 별과 반대되는 방랑하는 별의 축어적 의미를 지닌다는 데 유의할 필요가 있다.)
게다가, 20세기 초반에 알란 레오에 의해 가장 먼저 가르쳐진 X=Y=Z 또는 행성=별자리=하우스의 학설을 따르는 일부의 현대 점성가들은 특정 하우스가 해당 황도대 별자리의 주인지위를 가지는 행성에 의해 통치되거나 그것과 친화력을 지닌다고 믿는다. 예를 들면, 양자리는 첫 번째 하우스이기 때문에 화성이 1번째 하우스의 주인이며, 쌍둥이자리는 3번째 별자리이기 때문에 3번째 하우스의 주인이거나 그곳과 친화력을 갖는다는 등이다.
이러한 지나치게 간소화된 개념은 때때로 "우발적 주인지위"라고 불리는 먼저의 것과는 반대되는 "본연의 주인지위"라고 불리기도 한다. 이 방식은 우리가 해왕성이 고대인들에게는 알려지지 않았기 때문에, 고대의 규칙에 따라 그것이 어떠한 별자리의 주인지위를 가지지 않는다고 여길 때 문제가 된다.
하우스 "본연의 주인지위" 이론은 번역하면 세속 천궁도라는 뜻의 교육용 차트인 테마 문디라고 불리는 헬레니즘 시대로부터 전해지는 한 문헌에 의해 의의가 제기된다. 그 차트는 상승점이 게자리에 있는데, 스스로의 점성학적 지식 중 상당 부분이 그것으로부터 전해졌다고 인정하는 점성가들은 1번째 하우스와 게자리의 연관성을 제안한다. 점성가 에릭 프랜시스는 그것을 "90도 이동의 결과"라고 설명한다.

## 열두 하우스의 근거 이론
바빌로니아인들은 천체의 출현과 남중에 있을 때와 연결된 자연 현상을 관찰하기 시작했다. 그러함은 황도의 발견에 앞서 하우스의 12 분할 체계로 전개되었다. 후일에 (서력기원전 5년경에) 황도가 발견되었다. 초기의 황도대가 만들어질 무렵, 별자리의 분할은 없었고, 18 개의 밝은 항성만이 행성의 위치를 측정하는 기준으로 사용되었다. 더 나중에 알렉산드리아에서 점성가들은 하우스의 숫자와 아마도 의미와도 들어 맞는 열두 개의 별자리를 소개했고, 그들 이후에 별자리들에 이름이 붙여졌다. 오늘날, 실무 점성가들은 12하우스 분할을 사용한다. 8분할 하우스도 알려져 있는데, 대부분의 점성학 이론가들은 하우스의 8겹 분할은 고문헌의 오역으로 인한 것이라고 하지만, 다른 한명의 이론가 파트리스 쥐나드가 우세한 견해와는 반대되는 8개 하우스에는 근거가 있다는 주장을 펼친다. 또 한명의 저명한 점성가 마크 펜필드는 코흐와 플라치두스와 같은 기법으로 사분면을 분할하지만, 8 개의 하우스 체계를 사용한다. 미셸 고콜린은 플라치두스의 하우스를 (12개 대신에) 26개의 "데칸"으로 분할했고 (상승점의 바로 전에 있는) 36번째 "데칸"의 시작점을 모든 하우스의 사작점으로 표시했다.